# 格林芒廷 (北卡羅萊納州)
格林芒廷（英語：Green Mountain）是位於美國北卡羅萊納州揚西縣的非建制地區。

## 歷史
格林芒廷的郵局自1873年營運至今。

## 地理
格林芒廷所處的海拔為高於海平面658米（即2159英呎），而該地所採用的時區為UTC-5，即北美东部时区（EST）。同時該地設有夏令時間，為UTC-5調快一小時，即UTC-4（EDT）。